# Katharina Herzog
Katharina Herzog (* 1976) ist eine deutsche Schriftstellerin von Jugendromanen und vor allem Liebesromanen. Sie schreibt auch unter dem Pseudonym Katrin Koppold.

## Leben und Werk
Nachdem Herzog erst als Journalistin und danach als Lehrerin tätig gewesen war, studierte sie per Fernstudium Belletristik an der Hamburger Schule des Schreibens.
Immer wieder im Sommer ist ihr erster Roman, der 2017 unter dem Namen Katharina Herzog im Rowohlt Verlag erschien und der Platz elf der Spiegel-Bestsellerliste in der Kategorie Paperpack Belletristik erlangte. Zwischen dir und mir das Meer erreichte im Mai 2018 Platz eins. Bis 2020 gelangten insgesamt fünf Romane unter die Top 20 der Spiegel-Bestsellerliste.
2019 veröffentlichte Herzog ihren ersten Jugendroman Faye – Herz aus Licht und Lava im Loewe Verlag.
Unter dem Namen Katrin Koppold veröffentlichte sie ihren ersten Roman Aussicht auf Sternschnuppen, der 2015 im Rowohlt Verlag neu aufgelegt wurde. 
Herzog lebt mit ihrer Familie in der Nähe von München.

## Werke

### Unter dem Namen Katharina Herzog
- Immer wieder im Sommer. Rowohlt Verlag, Reinbek bei Hamburg 2017, ISBN 978-3-499-27533-3.
- Zwischen dir und mir das Meer. Rowohlt Verlag, Reinbek bei Hamburg 2018, ISBN 978-3-499-27421-3.
- Der Wind nimmt uns mit. Rowohlt Verlag, Hamburg 2019, ISBN 978-3-499-27527-2.
- Wo die Sterne tanzen. Rowohlt Verlag, Hamburg 2020, ISBN 978-3-499-27529-6.
- Wie Träume im Sommerwind. Rowohlt Verlag, Hamburg 2021, ISBN 978-3-499-27525-8.
- Faye – Herz aus Licht und Lava. Loewe Verlag, Bindlach 2019, ISBN 978-3-7432-0191-0.
- Die Nebel von Skye. Loewe Verlag, Bindlach 2020, ISBN 978-3-7432-0620-5.
- Das kleine Bücherdorf: Winterglitzern. Rowohlt Verlag, Hamburg 2022, ISBN 978-3-499-00945-7.
- Das kleine Bücherdorf: Frühlingsfunkeln. Rowohlt Verlag, Hamburg 2023, ISBN 978-3-499-00947-1.
- Das kleine Bücherdorf: Herbstleuchten. Rowohlt Verlag, Hamburg 2023, ISBN 978-3-499-00948-8.
- Das kleine Bücherdorf: Sommerzauber. Rowohlt Verlag, Hamburg 2024, ISBN 978-3-499-00946-4.
- A Taste of Cornwall: Eine Prise Liebe. Rowohlt Verlag, Hamburg 2025, ISBN 978-3-499-01700-1.

### Unter dem Namen Katrin Koppold
- Hochzeitsküsse und Pistolen. Selbstverlag, 2014, ISBN  978-1-502-31142-9.
- Mondscheinblues. Selbstverlag, 2015, ISBN 978-3-738-65223-9.
- Aussicht auf Sternschnuppen. rororo Taschenbuchverlag, Reinbek bei Hamburg 2015, ISBN 978-3-499-26985-1.
- Zeit für Eisblumen. rororo Taschenbuchverlag, Reinbek bei Hamburg 2015, ISBN 978-3-499-26986-8.
- Sehnsucht nach Zimtsternen. rororo Taschenbuchverlag, Reinbek bei Hamburg 2015, ISBN 978-3-499-26987-5.
- Zimtzauber. Selbstverlag, 2016, ISBN  978-3-743-10333-7.
- Hoffnung auf Kirschblüten. rororo Taschenbuchverlag, Reinbek bei Hamburg 2016, ISBN 978-3-499-26988-2.
- Summerkiss. Selbstverlag, 2017, ISBN  978-3-744-83340-0.
- Mitternachtstango. Selbstverlag, 2017, ISBN  978-3-743-14925-0.